# Лазова Поліна Василівна
Полі́на Васи́лівна Лазова — українська акторка театру і кіно. Працює в Національному академічному драматичному театрі імені Івана Франка. Народна артистка України (2007).

## Життєпис
Народилася 5 вересня 1957 року в с. Костянтинівка Арбузинського району Миколаївської області.
Навчалася у Київському державному інституті театрального мистецтва імені І. Карпенка-Карого, курс М. Рудіна.
Творчий шлях актриси розпочався на сцені Національного театру імені Івана Франка 1978 року.
Втілює різнопланові, різнохарактерні образи у виставах класичного й сучасного репертуару, від високої трагедії до гострої буфонади, зокрема неординарних, непересічних жінок, яким притаманні граничні стани душі. Відродила дещо забуте амплуа «жінки-вамп». Зіграла у кінокартинах ролі Аделаїди («Суєта», 1985), Надії («Мистецтво подобатися жінкам», 1988; обидві — реж. Ю. Некрасов), Акерке («Таємниця Чингісхана», 2002, реж. В. Савельєв) та ін.

## Театральні ролі
- 1979 — «Дикий Ангел» Олексія Коломійця; реж. Володимир Оглоблін — Таня
- 1979 — «Безталанна» І. Карпенко-Карого; реж. Володимир Оглоблін — Варка
- 1980 — «Васса Желєзнова» Максима Горького; реж. Володимир Оглоблін — Наталія
- 1981 — «Прощання в червні» Олександра Вампілова; реж. Валентин Козьменко-Делінде — Голошубова
- 1983 — «Сміх і сльози» Сергія Михалкова; реж. Петро Ільченко — Клава
- 1984 — «Трибунал» А. Макайонка; реж. Володимир Оглоблін — Надія
- 1985 — «Кар'єра Артуро Уї» Бертольта Бертольта; реж. Валентин Козьменко-Делінде — Співачка
- 1985 — «Хвацький молодець — гордість західного краю» Джона Сінга; реж. Володимир Оглоблін — Маргарет
- 1986 — «Бронзова фаза» Миколи Зарудного; реж. Сергій Данченко — Ярина
- 1986 — «Сімейний детектив» Льва Синельникова; реж. Володимир Оглоблін — Гайяне
- 1986 — «Енеїда» за поемою Івана Котляревського; реж. Сергій Данченко — Дідона / Лавінія
- 1987 — «Шиндаї!» Ігоря Афанасьєва; реж. Ігор Афанасьєв — Надя
- 1987 — «Майстер і Маргарита» за романом Михайла Булгакова; реж. Ірина Молостова — Маргарита
- 1988 — «Камінний господар» за поемою Лесі Українки; реж. Сергій Данченко — Донна Анна
- 1990 — «Цар Плаксій та Лоскотон» Василя Симоненка; реж. Петро Ільченко — Нудота
- 1990 — «Блез» Клода Маньє; реж. В. Опанасенко — Пепіта
- 1990 — «Сава Чалий» Івана Карпенко-Карого; реж. Микола Мерзлікін — Кася
- 1990 — «Гріх» за п'єсою Володимира Винниченка; реж. В. Опанасенко — Марія Андріївна
- 1991 — «Біла ворона» Юрія Рибчинського та Генадія Татарченка; реж. Сергій Данченко — Жанна д'Арк
- 1991 — «Засватана — не вінчана» В. Бегми, М. Ткача; реж. В. Бегма — Ялина
- 1992 — «Хто зрадить Брута?» Б. Жолдака та Станіслава Мойсєєва за Миколою Гоголем; реж. Станіслав Мойсеєв — Русалка
- 1993 — «Патетична соната» Миколи Куліша; реж. Сергій Данченко — Зінька
- 1993 — «Огненний змій» Л. Яновської; реж. В. Опанасенко — Марія Костянтинівна
- 1994 — «Талан» Михайла Старицького; реж. Ірина Молостова — Марія Лучицька
- 1994 — «З коханням не жартують» Педро Кальдерона; реж. В. Опанасенко — Донья Беатріса
- 1995 — «Сни за Кобзарем» за Тарасом Шевченком; реж. Валентин Козьменко-Делінде — Ворон
- 1997 — «Король Лір» за п'єсою Вільяма Шекспір; реж. Сергій Данченко — Гонерілья
- 1999 — «Кін IV» Григорія Горіна; реж. Анатолій Хостікоєв — Ема Госуілл
- 2000 — «За двома зайцями» за п'єсою Михайла Старицького; реж. Сергій Данченко — Проня
- 2000 — «Брате Чичиков» Ніни Садур за Миколою Гоголем; реж. Сергій Данченко — Відьма
- 2000 — «Пігмаліон» за п'єсою Бернарда Шоу; реж. Сергій Данченко — Місіс Хігінс
- 2002 — «Мама, або несмачний витвір» Станіслава Віткевича; реж. Наймола Збігнев — Люцина Бір
- 2003 — «Ех, мушкетери, мушкетери..!» Євгена Євтушенка за мотивами творів Александра Дюма; реж. Дмитро Чирипюк — Монтале
- 2004 — «Істерія» Террі Джонсона; реж. Григорій Гладій — Джесіка
- 2005 — «Solo-мия»; реж. Олександр Білозуб — Соломія
- 2007 — «Лев і Левиця» Ірени Коваль; реж. Станіслав Мойсеєв — Соня
- 2009 — «Скандальна пригода містера Кетла та місіс Мун» Дж. Прістлі; реж. Юрій Одинокий — Делія
- 2012 — «Жона є жона» за мотивами оповідань Антона Чехова; реж. Валентин Козьменко-Делінде — Жона
- 2014 — «Така її доля…» Тараса Шевченка; реж. Станіслав Мойсеєв — Катерина
- 2015 — «Ерік XIV» Августа Стріндберга; реж. Станіслав Мойсеєв — Катерина Стенбок, королева-вдова Ґустава Васи
- 2016 — «Зірка, або Інтоксикація театром» Ноель Кауард; реж. Станіслав Мойсеєв — Лорейн Бері
- 2017 — «Всі мої сини» Артура Міллера; реж. Станіслав Мойсеєв — Кейт Келлер
- 2019 — «Поминальна молитва» Григорія Горіна за мотивами збірки оповідань Шолом-Алейхема «Тев'є-Молочар»; реж. поновлення Дмитро Чирипюк — Голда (поновлення легендарної вистави «Тев'є-Тевель», поставленої Сергієм Данченко у 1989 році)
- 2020 — «Крум» Ханоха Левіна; реж. Давид Петросян — Мати Крума

## Фільмографія
- 1985 — Суєта — Аделаїда
- 1988 — Мистецтво подобатись жінкам — дружина Марка
- 2002 — Таємниця Чингісхана

## Нагороди
- 1995 — Лауреат премії «Київська пектораль» за роль Ворона у виставі «Сни за Кобзарем» за Т. Шевченком
- 1996 — Заслужена артистка України[2]
- 2001 — Лауреат премії «Київська пектораль» за роль Відьми у виставі «Брате Чичиков» за М. Гоголем
- 2000 — "Найкраща актриса 2000 року
- 2001 — «Жінка року — 2001» (Американський біографічний інститут)
- 2005 — Дипломом Міністерства культури і мистецтв України «Золота фортуна»
- 2007 — Народна артистка України
- 2021 — орден княгині Ольги ІІІ ступеня[3]